# Supercopa alemanya d'handbol masculina
La Supercopa alemanya d'handbol masculina (en alemany, DHB-Supercup), coneguda Pixum Supercopa des de l'any 2015 per motius de patrocini, és una competició esportiva de clubs d'handbol alemanys. De caràcter anual, és organitzada per la Federació alemanya d'handbol i fou creada la temporada 1994-95. Hi participen els campions de la Bundelisga i de la Copa alemanya disputant una final en una seu neutral. Durant els darrers anys, s'ha celebrat en una seu fixa, primer a l'Olympiahalle de Múnic entre 2005 i 2013, el Porsche Arena d'Stuttgart entre 2014 i 2017, i l'ISS Dome de Düsseldorf des del 2018. És considerada la tercera competició de l'handbol alemany i normalment se celebra al més d'agost o setembre, donant a la temporada d'handbol a Alemanya.
El dominador històric de la competició és el THW Kiel que ha guanyat la competició en dotze ocasions de les vint-i-tres que ha disputat. El segueixen el TBV Lemgo i l'HSV Hamburg, amb quatre títols cadascun, i el SG Flensburg-Handewitt i el Rhein-Neckar Löwen, amb tres cadascun.

## Historial
| Campió de la Bundesliga Campió de la Copa En negreta = Equip guanyador (1) = Nombre de títolss (prò.) = Pròrroga (p.) = Penals Nota: Noms dels equips segons l'època |

| Edició | Temp.   | Data       | Campió | Campió                     | Resultat     | Subcampió | Subcampió              | Seu                      | refs  |
| ------ | ------- | ---------- | ------ | -------------------------- | ------------ | --------- | ---------------------- | ------------------------ | ----- |
| I      | 1994-95 | 17-08-1994 |        | SG Wallau/Massenheim (1)   | 24-20        |           | THW Kiel               | Koblenz                  |       |
| II     | 1995-96 | 02-09-1995 |        | THW Kiel (1)               | 27-24 (prò.) |           | TBV Lemgo              | Kiel                     |       |
| III    | 1996-97 | 08-09-1996 |        | SC Magdeburg (1)           | 26-23        |           | THW Kiel               | Berlin                   |       |
| IV     | 1997-98 | 06-09-1997 |        | TBV Lemgo (1)              | 35-33 (prò.) |           | SG Flensburg-Handewitt | Hamburg                  |       |
| V      | 1998-99 | 06-09-1998 |        | THW Kiel (2)               | 22-20        |           | TV Niederwürzbach      | Koblenz                  |       |
| VI     | 1999-00 | 19-08-1999 |        | TBV Lemgo (2)              | 25-24        |           | THW Kiel               | Hannover                 |       |
| VII    | 2000-01 | 09-08-2000 |        | SG Flensburg-Handewitt (1) | 20-19        |           | THW Kiel               | Hannover                 |       |
| VIII   | 2001-02 | 05-09-2001 |        | SC Magdeburg (2)           | 28-25        |           | VfL Bad Schwartau      | Hannover                 |       |
| IX     | 2002-03 | 04-09-2002 |        | TBV Lemgo (3)              | 34-26        |           | THW Kiel               | Hannover                 |       |
| X      | 2003-04 | 27-08-2003 |        | TBV Lemgo (4)              | 32-28        |           | SG Flensburg-Handewitt | Dessau                   |       |
| XI     | 2004-05 | 08-09-2004 |        | HSV Hamburg (1)            | 25-24        |           | SG Flensburg-Handewitt | Dessau                   |       |
| XII    | 2005-06 | 30-08-2005 |        | THW Kiel (3)               | 36-34        |           | SG Flensburg-Handewitt | Olympiahalle, Múnic      | [ 1 ] |
| XIII   | 2006-07 | 22-08-2006 |        | HSV Hamburg (2)            | 39-35        |           | THW Kiel               | Olympiahalle, Múnic      |       |
| XIV    | 2007-08 | 21-08-2007 |        | THW Kiel (4)               | 41-31        |           | SG Kronau-Östringen    | Olympiahalle, Múnic      |       |
| XV     | 2008-09 | 30-08-2008 |        | THW Kiel (5)               | 33-28        |           | HSV Hamburg            | Olympiahalle, Múnic      |       |
| XVI    | 2009-10 | 01-09-2009 |        | HSV Hamburg (3)            | 35-28        |           | THW Kiel               | Olympiahalle, Nuremberg  |       |
| XVII   | 2010-11 | 24-08-2010 |        | HSV Hamburg (4)            | 27-26        |           | THW Kiel               | Olympiahalle, Múnic      |       |
| XVIII  | 2011-12 | 30-08-2011 |        | THW Kiel (6)               | 24-23        |           | HSV Hamburg            | Olympia Eishalle Múnic   | [ 2 ] |
| XIX    | 2012-13 | 21-08-2012 |        | THW Kiel (7)               | 29-26        |           | SG Flensburg-Handewitt | Olympiahalle, Múnic      |       |
| XX     | 2013-14 | 20-08-2013 |        | SG Flensburg-Handewitt (2) | 29-26        |           | THW Kiel               | ÖVB Arena, Bremen        | [ 3 ] |
| XXI    | 2014-15 | 19-08-2014 |        | THW Kiel (8)               | 24-18        |           | Füchse Berlin          | Porsche-Arena, Stuttgart |       |
| XXII   | 2015-16 | 19-08-2015 |        | THW Kiel (9)               | 27-26        |           | SG Flensburg-Handewitt | Porsche-Arena, Stuttgart | [ 4 ] |
| XXIII  | 2016-17 | 31-08-2016 |        | Rhein-Neckar Löwen (1)     | 27-24        |           | SC Magdeburg           | Porsche-Arena, Stuttgart |       |
| XXIV   | 2017-18 | 23-08-2017 |        | Rhein-Neckar Löwen (2)     | 33-31 (p.)   |           | THW Kiel               | Porsche-Arena, Stuttgart |       |
| XXV    | 2018-19 | 22-08-2018 |        | Rhein-Neckar Löwen (3)     | 33-26        |           | SG Flensburg-Handewitt | ISS Dome, Düsseldorf     | [ 5 ] |
| XXVI   | 2019-20 | 21-08-2019 |        | SG Flensburg-Handewitt (3) | 31-32 (p.)   |           | THW Kiel               | ISS Dome, Düsseldorf     |       |
| XXVII  | 2020-21 | 26-09-2020 |        | THW Kiel (10)              | 28-24        |           | SG Flensburg-Handewitt | ISS Dome, Düsseldorf     |       |
| XXVIII | 2021-22 | 04-09-2021 |        | THW Kiel (11)              | 30-29        |           | TBV Lemgo              | ISS Dome, Düsseldorf     |       |
| XXIX   | 2022-23 | 31-08-2022 |        | THW Kiel (12)              | 36-33        |           | SC Magdeburg           | ISS Dome, Düsseldorf     |       |

## Palmarès
| Club                   | Campió | Subcampió | Finals | Anys campió                                                                                                | Anys subcampió                                                                                    |
| ---------------------- | ------ | --------- | ------ | --- | ------------------------------------------------------------------------------------------------- |
| THW Kiel               | 12     | 11        | 23     | 1995-96, 1998-99, 2005-06, 2007-08, 2008-09, 2011-12, 2012-13, 2014-15, 2015-16, 2020-21, 2021-22, 2022-23 | 1994-95, 1996-97, 1999-00, 2000-01, 2002-03, 2006-07, 2009-10, 2010-11, 2013-14, 2017-18, 2019-20 |
| TBV Lemgo              | 4      | 2         | 6      | 1997-98, 1999-00, 2002-03, 2003-04                                                                         | 1995-96, 2021-22                                                                                  |
| HSV Hamburg            | 4      | 2         | 6      | 2004-05, 2006-07, 2009-10, 2010-11                                                                         | 2008-09, 2011-12                                                                                  |
| SG Flensburg-Handewitt | 3      | 8         | 11     | 2000-01, 2013-14, 2019-20                                                                                  | 1997-98, 2003-04, 2004-05, 2005-06, 2012-13, 2015-16, 2018-19, 2020-21                            |
| Rhein-Neckar Löwen     | 3      | 0         | 3      | 2016-17, 2017-18, 2018-19                                                                                  | —                                                                                                 |
| SC Magdeburg           | 2      | 2         | 4      | 1996-97, 2001-02                                                                                           | 2016-17, 2022-23                                                                                  |
| SG Wallau/Massenheim   | 1      | 0         | 1      | 1994-95 | —                                                                                                 |
| TV Niederwürzbach      | 0      | 1         | 1      | — | 1998-99                                                                                           |
| VfL Bad Schwartau      | 0      | 1         | 1      | — | 2001-02                                                                                           |
| SG Kronau-Östringen    | 0      | 1         | 1      | — | 2007-08                                                                                           |
| Füchse Berlin          | 0      | 1         | 1      | — | 2014-15                                                                                           |